# Joachim Rademacher
Joachim „Aki“ Rademacher (* 20. Juni 1906 in Magdeburg; † 21. Oktober 1970 in Dortmund) war ein deutscher Schwimmer und Wasserballspieler.
Bei den Olympischen Spielen 1928 in Amsterdam wurde er zusammen mit seinem Bruder Erich mit der deutschen Wasserballmannschaft Olympiasieger, vier Jahre später gewann er bei den Spielen in Los Angeles nochmals Silber im Wasserball. Sein Heimatverein war der SC Hellas Magdeburg.

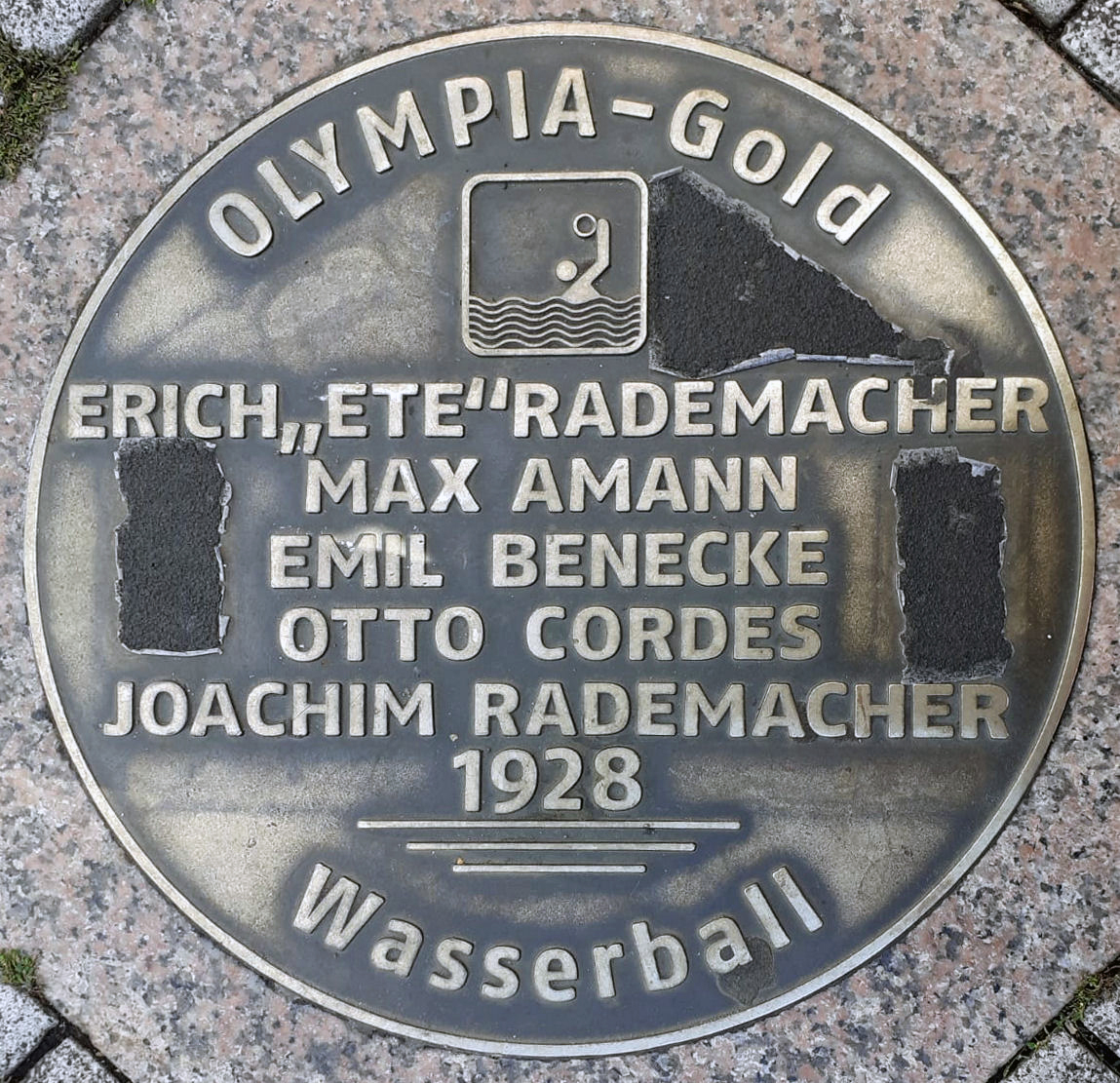
Sports Walk of Fame in Magdeburg